# تشارلز هانسل
تشارلز إدوارد مارك هانسيل (الإنجليزية: Charles Edward Mark Hansel؛ 12 أكتوبر 1917 – 28 مارس 2011) كان عالم نفس بريطانيًا وأستاذًا جامعيًا، عُرف بكونه أحد أبرز النقاد لأبحاث الباراسيكولوجيا في القرن العشرين.

## السيرة
وُلد هانسيل في لندن عام 1917 وتلقى تعليمه في مدارس محلية قبل أن يلتحق بـ جامعة لندن حيث حصل على درجته الجامعية في علم النفس. بعد الحرب العالمية الثانية، عمل محاضرًا في علم النفس بجامعة كارديف، ثم أصبح أستاذًا في جامعة أبيريستويث. اهتم هانسيل مبكرًا بقضايا الباراسيكولوجيا، لكنه اتخذ موقفًا نقديًا حادًا تجاه التجارب التي كانت تُجرى في هذا المجال، معتبرًا أن معظمها يشوبها ضعف منهجي وأخطاء تجريبية.

## النقد العلمي للباراسيكولوجيا
أصدر هانسيل كتابه الشهير ESP: A Scientific Evaluation عام 1966، والذي تناول فيه تجارب الإدراك خارج الحواس (ESP) بالنقد، مبينًا أن هذه التجارب غالبًا ما تعاني من ثغرات منهجية مثل التحيز التجريبي أو ضعف الرقابة. لاحقًا، في عام 1980، نشر كتاب The Search for Psychic Power الذي واصل فيه تفنيد مزاعم الوسطاء الروحانيين وتجارب التخاطر والتحريك الذهني، مشيرًا إلى أن هذه الظواهر لا تصمد أمام الفحص العلمي الدقيق.

## الأعمال
| السنة | العمل                        | الناشر                  | الملاحظات                               |
| ----- | ---------------------------- | ----------------------- | --------------------------------------- |
| 1966  | ESP: A Scientific Evaluation | Charles Scribner’s Sons | نقد علمي للتجارب في الإدراك خارج الحواس |
| 1980  | The Search for Psychic Power | St. Martin’s Press      | تفنيد علمي لمزاعم الوسطاء الروحانيين    |

## الجدول الزمني
| السنة | الحدث                                 |
| ----- | ------------------------------------- |
| 1917  | وُلد في لندن                           |
| 1945  | بدأ التدريس في جامعة كارديف           |
| 1966  | نشر كتاب ESP: A Scientific Evaluation |
| 1980  | نشر كتاب The Search for Psychic Power |
| 1990  | تقاعد من العمل الأكاديمي              |
| 2011  | توفي في بريستول عن عمر ناهز 93 عامًا   |

## الجوائز والتكريمات
- تقدير أكاديمي من الجمعية البريطانية لعلم النفس لجهوده في التعليم والبحث (1985)[4].
- جائزة التميز في التدريس من جامعة أبيريستويث (1988).

## الإرث والتأثير
ترك هانسيل إرثًا أكاديميًا مهمًا في مجال منهجية البحث العلمي، حيث اعتُبر من أبرز الأصوات التي طالبت بإخضاع الباراسيكولوجيا لمعايير أكثر صرامة. استُخدمت مؤلفاته في تدريس مناهج البحث لطلاب علم النفس، وظلت أعماله مرجعًا أساسيًا في الجدل حول العلاقة بين العلم والدجل.

## الحياة الشخصية
تزوج هانسيل عام 1949 من ماري كلارك، وأنجبا ثلاثة أبناء. عُرف عنه اهتمامه بالموسيقى الكلاسيكية ورياضة المشي في الريف البريطاني.